# 焦特布尔马裤

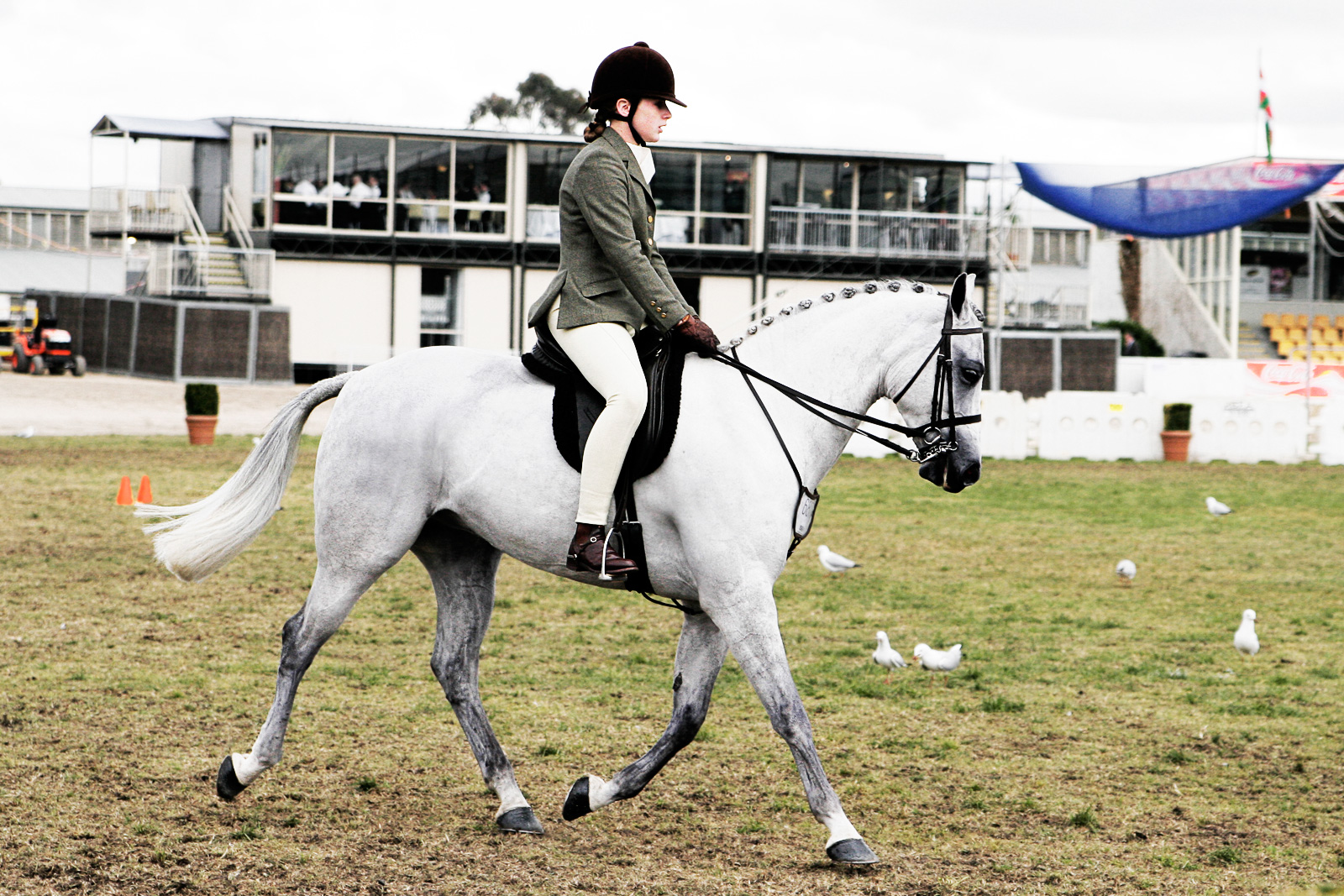
马术表演选手穿着现代弹力面料的焦特布尔马裤

焦特布尔马裤（英語：Jodhpurs）是一种至脚踝的紧身裤子，末端有一个紧贴的裤筒口，主要用于骑马时穿着。该名称也是一种短马靴的俚语，也称为围场靴或焦特布尔靴，因为它们可与焦特布尔马裤一起穿着。根据塔拉·梅尔 （Tara Mayer）的说法，“焦特布尔马裤体现了十九世纪至二十世纪初英国与其印度殖民地之间的物质和文化交流。”
最初的焦特布尔马裤从膝盖以下到脚踝都是十分贴身的剪裁，臀部呈喇叭形，以便轻松坐在马鞍上。现代焦特布尔马裤采用弹力面料制成，通体紧身，能够起到支撑作用并方便灵活。

## 历史

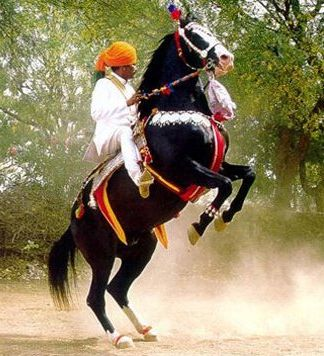
拉贾斯坦邦的马尔瓦里马。请注意骑手的传统骑行长裤，紧裹小腿，一直延伸到Mojari拖鞋。

焦特布尔马裤以现代印度拉贾斯坦邦第二大城市焦特布尔命名，是從印度次大陆的传统服装改造而成。款式为及脚踝的长裤，裤子的小腿到脚踝都很紧贴，采用强化面料保护小腿内侧和膝盖免受摩擦，大腿和臀部呈喇叭形；这是一种传统的南亚风格，可以让臀部和大腿在骑行时自由活动。
焦特布尔马裤改造自一种古老款式的印度裤子，称为“ churidar” ；这种裤子在小腿处貼身，在臀部則比較宽松。它仍然在传统的焦特普里婚礼上穿着。这是印度北部特有的传统服装风格，尤其是在今天的拉贾斯坦邦。
普拉塔普·辛格（Pratap Singh）是焦特布尔王公塔赫特·辛格（Takht Singh）的小儿子，他大幅改进和完善了焦特布尔马裤的设计，并于1890年左右首次在印度定制 ，并由此在英国推广了焦特布尔马裤。
辛格是一位狂热的马球运动员。1897年，在英国维多利亚女王钻禧庆典的拜访期间他把整个马球队都帶了過去，他们的马术服装引起了英国时尚界的轰动；此外，他们还赢得了许多马球比赛。 辛格的喇叭形大腿和臀部的马裤风格很快被英国马球界所采用，他们将其改造成英国马裤（breeches）的现有设计，马裤末端紧贴在小腿中部，并搭配高筒马靴。
焦特布尔马裤的整体设计风格并没有被英国马球服装采用；早期欧洲马球队的照片显示，人们继续使用高筒靴和马裤。尽管“焦特布尔马裤”一词被通俗应用于这种马裤，但它们并不是真正的焦特布尔马裤，更准确地应称为“喇叭形臀部裤型设计马裤”。这个英国版本很快就由伦敦萨维尔街的裁缝店生产出来，采用长及脚踝印度风格马裤使得骑手可以选择短而便宜的靴子，因为他们的小腿已经得到马裤加固且切合设计的保护。

## 用途

### 骑行

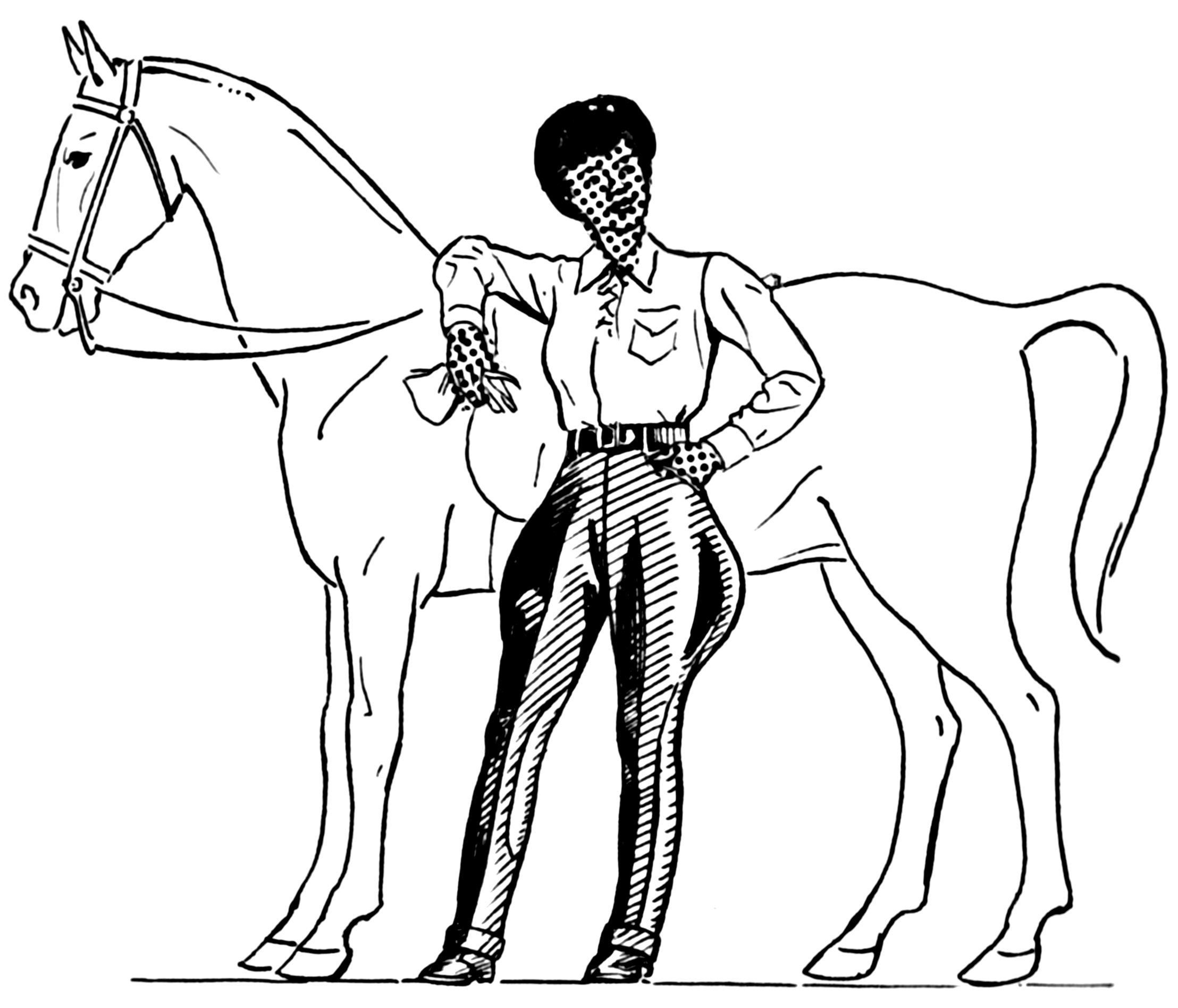
经典的焦特布尔马裤，大腿区域额外伸展，方便在马鞍上进行横向腿部运动。

适合骑行的特殊设计包含有：腿部外侧接缝的图案接缝；膝盖内侧的补丁（有时由皮革一类耐磨材料制成）；在某些情况下，在臀部骑坐区域使用皮革或者类似皮革的材料，帮助骑手在马鞍上保持平稳。经典的焦特布尔马裤是米色或白色，但出于工作目的现在有多种颜色可供选择。 裤子很适合儿童，因为随着孩子的脚长大，更换较短的围场靴的成本低于更换长靴。

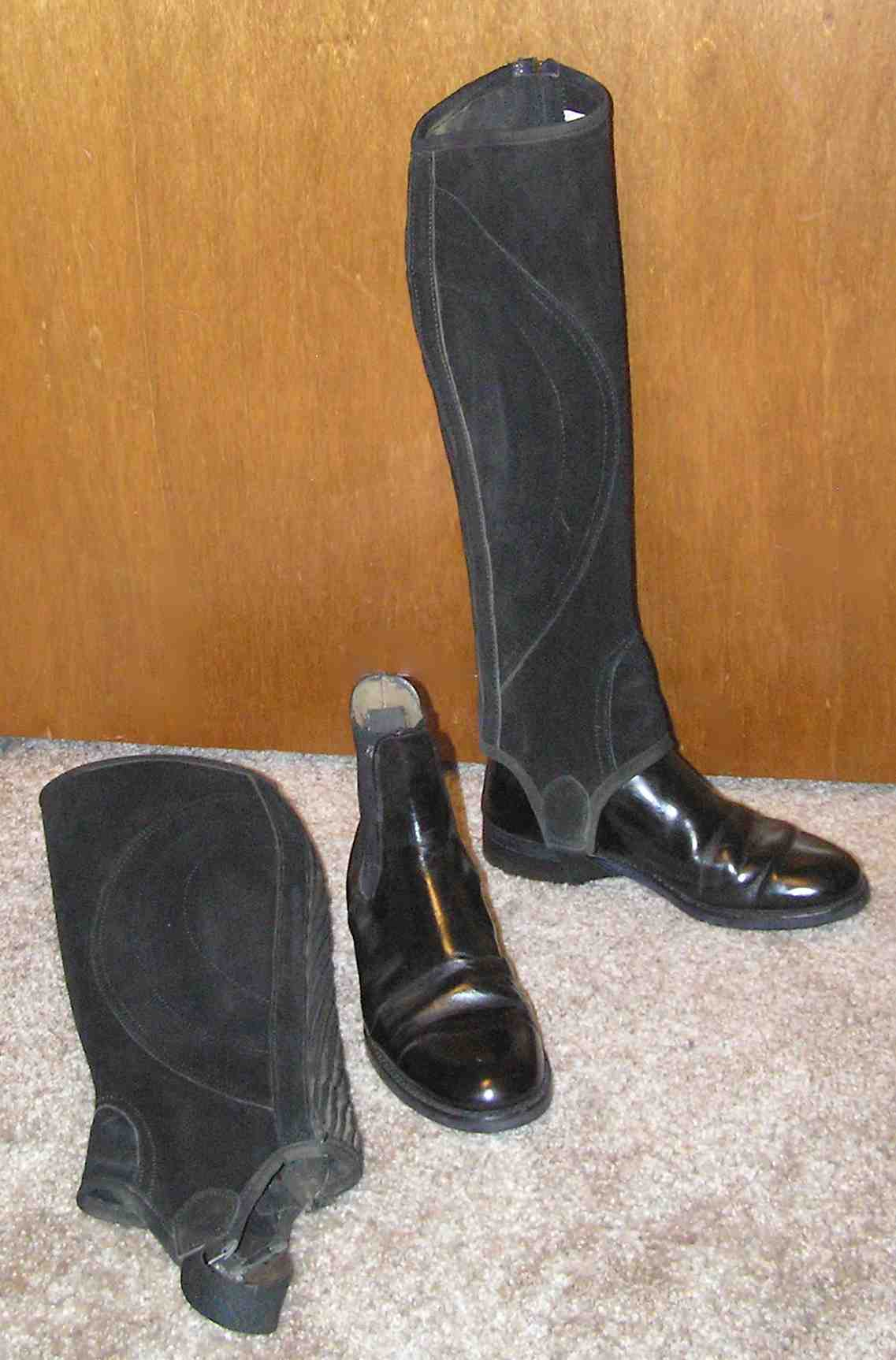
焦特布尔靴子，也称为围场靴，可与焦特布尔马裤搭配穿着，但如果添加半裤，也可搭配马裤穿着，提供高马靴的功能和外观

“焦特布尔马裤”一词经常与马裤（breeches）互换使用，但这是不准确的。马裤是长度约为小腿中部的骑行裤，搭配使用长袜和高筒靴。焦特布尔长度及踝，搭配及踝高的焦特布尔靴（也称为围场靴）。有时可以添加及膝的半裤或打底裤。 

### 职业制服
焦特布尔马裤有时可作为时装或职业服装。在流行文化中，搭配高筒靴的焦特布尔马裤穿着经常与军官联系在一起，因为他们穿着基于骑马服装的制服。这种制服风格通常源自贵族的骑兵传统，许多国家都有从贵族骑兵中选拔高级指挥官的传统。比如，部队总司令和战时秘书所在的骑兵卫队大楼的名称，以及元帅的军衔和头衔本就源自最早的骑兵指挥官头衔。 
焦特布尔马裤和高筒靴也成为德意志帝国、 波兰第二共和国、 纳粹德国以及许多东欧集团国家（包括前苏联和东德）军官军服风格的一部分。。
焦特布尔马裤也被用作一些摩托化警察部队的制服。
这种服装风格逐渐与权威形象联系在一起，并被某些好莱坞电影导演所效仿。
20 世纪初的非洲猎物猎人也与这种形象联系在一起，部分原因是早期时期猎人有骑马寻找猎物的传统。此外，如果猎人在崎岖的地区行走，高筒靴可以防止蛇和崎岖不平的灌木丛。

### 时尚风格
女性自20世纪20年代开始穿着焦特布尔马裤，因为她们的骑行风格從侧鞍骑乘改为跨骑。可可·香奈尔就是最早穿着焦特布尔马裤的知名女性，她受到一位朋友新郎所穿的马裤启发，模仿了这个马裤的风格。
作为20世纪从运动装到街头装的跨界时尚趋势的一部分，许多设计师自20世纪后期将马术风格融入到他们的服装中，其中就包括焦特布尔马裤。拉尔夫·劳伦是此类设计师中最著名的一位，他将马术风格和图案作为其Ralph Lauren Polo系列的基础。（拉尔夫劳伦于 1984 年在纽约大都会博物馆服装学院举办了“人与马”展览，展示了三个世纪以来的骑马服装和装备。该展览由黛安娜·佛里蘭策划。 ） 